# 태풍 차타안
태풍 차타안(태풍 번호: 0206, JTWC 지정 번호: 08W, 국제명:CHATAAN, 필리핀 기상청(PAGASA) 지정 이름: Gloria)은 2002년에 북서태평양에서 발생한 6번째 태풍으로 추크 제도, 괌과 일본에 매우 큰 영향을 끼쳤다.

## 태풍의 진행

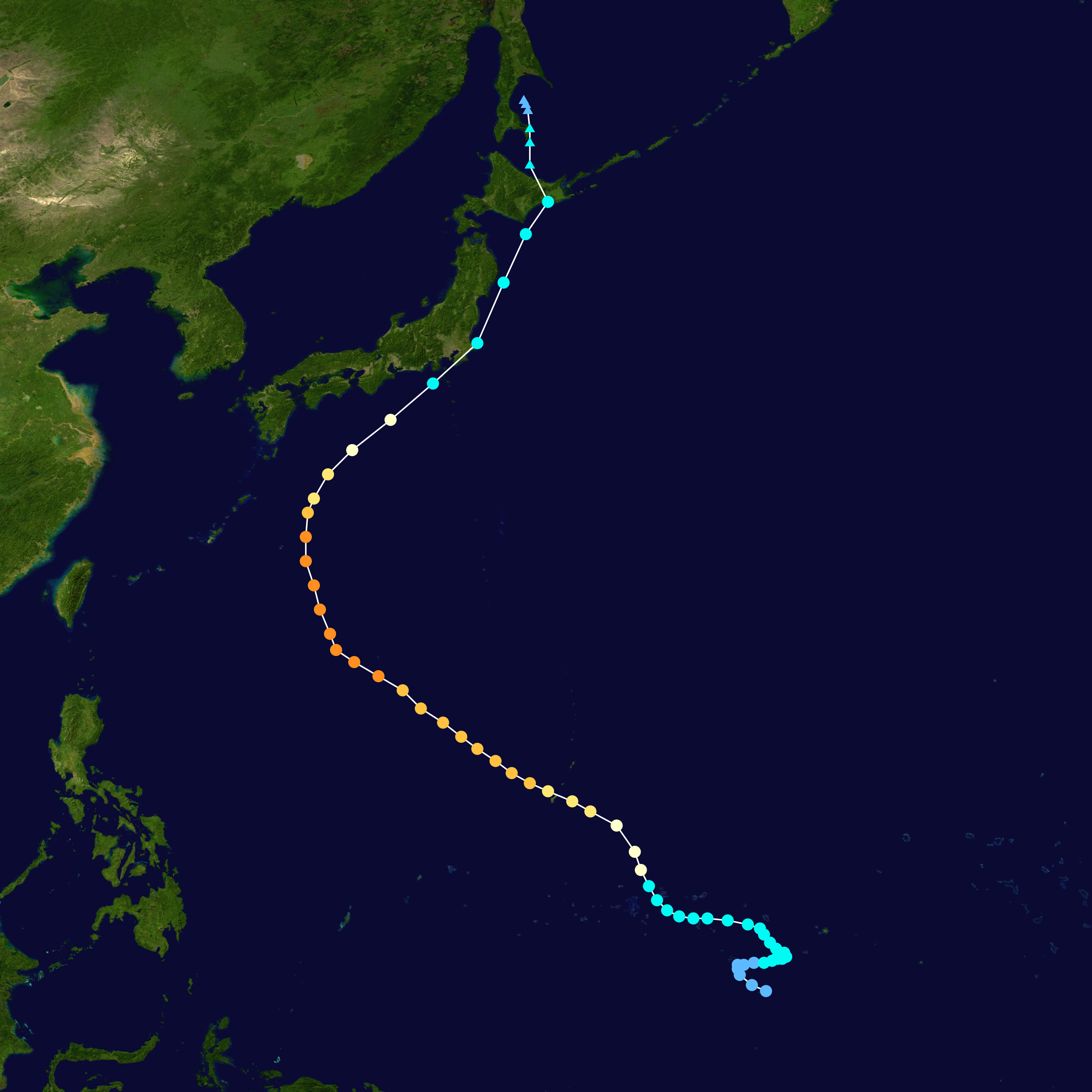
태풍 차타안의 이동 경로

6월 27일에 추크 제도 동남동쪽 약 282 km 부근 해상에서 상승기류가 발생하였다. 이 상승기류는 이날 하룻동안 계속해서 발달했고 다음날 6월 28일에 이 기류가 열대 저기압으로 발달해 미국 합동태풍경보센터(JTWC)가 열대저기압 08W으로 명명하였다. 이 열대저기압은 동쪽에 위치한 저기압대를 따라 북서쪽으로 이동하였다. 그러다가 갑자기 강력해진 이 저기압은 6월 29일에 드디어 폰페이섬 서남서쪽 약 257 km 해상에서 열대 폭풍으로 승격되어 열대폭풍 차타안(CHATAAN)으로 이름이 붙여지게 되었다.
열대폭풍 차타안은 초기에 북서쪽으로 이동했던 것보다 더욱 각도가 기울어져 북서쪽으로 이동했고 차츰 강력해지기 시작했다. 7월 2일에는 추크 제도를 휩쓸며 지나가, 그곳에 엄청난 양의 비를 뿌렸다. 이후 아열대성 고기압대가 마리아나 제도에 위치해 있으면서 일본 오키나와섬 방면으로 이동했다. 7월 3일에는 태풍의 단계에 들어섰고 7월 4일에는 풍속 10분최대풍속 161 km/h의 속력으로 괌 북쪽을 정확하게 가로질러갔고 이는 1997년의 태풍 파카 이후 괌에 직접영향을 미친 태풍이었다.
서태평양에 있는 작은 섬들을 통과하면서 동중국해까지 북상하였고 북상하면서 태풍 차타안은 계속 강해져 7월 5일에는 10분최대풍속이 209 km/h에 달하였으나 곧 약해졌다. 차타안은 북쪽으로 진로를 바꾸었고 다시 강력해지면서 7월 7일에 241 km/h의 속력까지 도달하면서 2002년 제2호 태풍 미톡(MITAG)과 제3호 태풍 하기비스(HAGIBIS)에 이어 3번째로 슈퍼태풍이 되었다. 그러나 일본 열도에 가깝게 북쪽으로 올라오면서 급격하게 약화되었고 방향을 북동쪽으로 틀었다. 7월 10일에는 일본 남동쪽 간토 지방을 가로질러 갔고 이후 7월 11일에 온대저기압으로 변질되었다. 그러나 대한민국 기상청(KMA)은 7월 12일에 온대저기압으로 변질되었다고 발표해, 우측에 나타낸 태풍의 소멸일은 대한민국 기상청의 자료를 근거로 해 작성을 했기 때문에 7월 12일로 표시했다.
태풍 차타안(CHATAAN)은 큰 비를 의미한다.

## 대비

### 일본
태풍 차타안이 일본 열도 동쪽까지 가깝게 접근해오자 약 10만명에 달하는 사람들이 홍수의 위험을 피하기 위해 도쿄 북쪽으로 대피했다.

## 피해

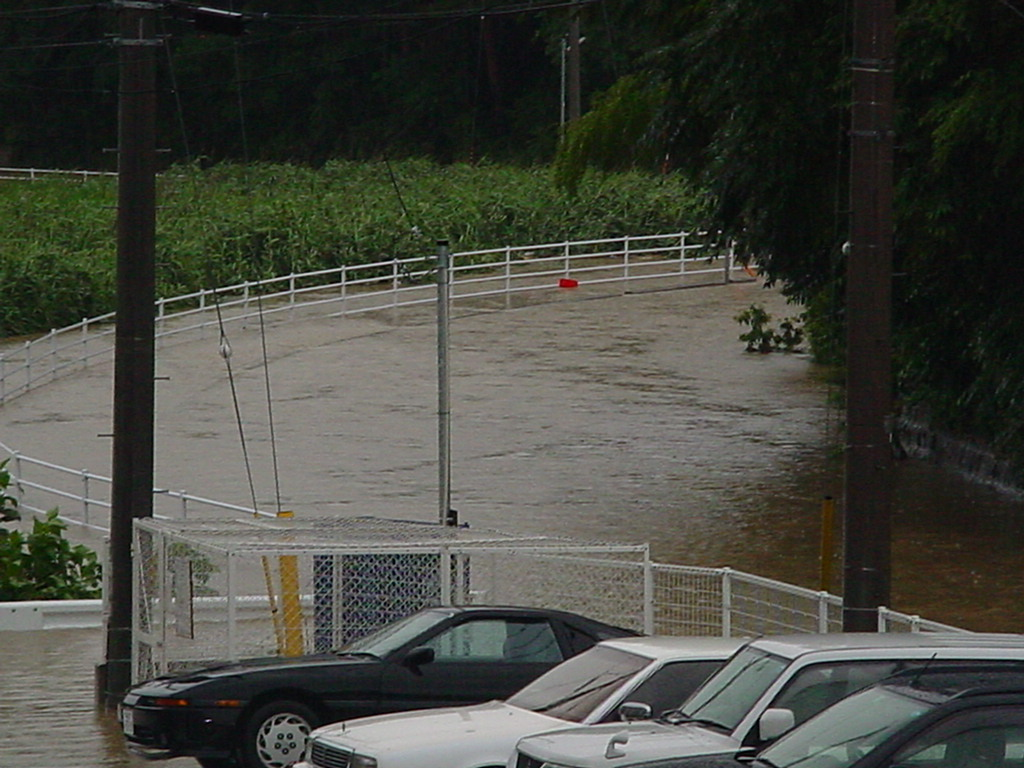
후쿠시마 현 고리야마 시의 홍수

당시 차타안이 열대 폭풍의 세력으로 추크 제도를 통과했을 때, 차타안은 그곳에 폭우와 산사태를 일으키면서 47명이 숨졌고 1,300명에 달하는 이재민이 발생했다. 또한 농작물 피해를 일으키면서 심각한 식량부족에 시달렸다.
후에 차타안이 괌을 가로질러 갔을 때 태풍은 넓은 지역에 농작물 피해와 건축물 피해를 낳았다. 피해액은 5,980만달러(2002년 기준)로 집계되었다. 그러나 섬의 피해는 당시 사피어-심슨 허리케인 등급 제3등급이 었던 태풍 차타안이 남길 것으로 본 예상했던 피해보다 적었다. 그러나 10분의 1에 달하는 코코넛 나무가 파괴되었다.
태풍 차타안은 필리핀에 높은 파도를 일으켰다. 이후 제8호 태풍 나크리(NAKRI)가 또다시 필리핀을 강타하면서 7월 말까지 그곳에서 64명의 사람들이 사망했다.
일본에서는 7명이 폭우로 인해 사망했고 폭우는 국내 물자 운송에 심각한 방해가 되었다.

## 제명
위와 같은 태풍 차타안이 남긴 큰 피해로 인해 이름인 '차타안(CHATAAN)'을 영구 제명시키기로 결정하고 결국 퇴출되었다. 이후 미국에서 '마트모(MATMO)'를 새롭게 제출하면서 대체이름으로 쓰이게 되었다. 또 필리핀 기상청(PAGASA)에서 제출한 이름, 'Gloria'도 퇴출되어 2006년에 PAGASA가 'Glenda'로 대체시켰다.

## 같이 보기
- 2002년 태풍